# Hugo Larsson (författare)
Ernst Gustaf Hugo Larsson, född 18 september 1859 i Harplinge socken, död 21 mars 1941 i Karlskrona, var en svensk historiker och skolman.
Hugo Larsson var son till läraren Anders Larsson. Efter mogenhetsexamen vid Halmstads högre allmänna läroverk blev han 1878 student vid Lunds universitet och filosofie kandidat 1881, filosofie licentiat 1887 och filosofie doktor 1888. Larssons avhandling behandlade den väpnade neutraliteten 1800–1801. Han blev 1889 vikarierande lektor i historia, svenska och filosofi vid Hälsingborgs högre allmänna läroverk för gossar och tjänstgjorde därefter som vikarierande lektor vid Realläroverket å Norrmalm hösten samma år, vid Sundsvalls högre allmänna läroverk 1992, Östersunds högre allmänna läroverk 1892 och 1893 samt som extraordinarie lektor vid Ystads högre allmänna läroverk 1893-1902. Larsson var 1900-1902 ordförande i extralärareföreningen i Lund. 1902-1934 blev han slutligen stadgad som lektor vid Karlskrona högre allmänna läroverk. Larsson fortsatte samtidigt att författa arbeten inom historieämnet. 1895 sökte han en professorstjänst i historia och statskunskap vid Göteborgs högskola och kom på tredje plats bland de sökande. Efter detta övergick Larsson till att skriva populärvetenskapliga arbeten och journalistik i stället för sina historiska arbeten. Han skrev även en lärobok i statskunskap. 1903-1908 var Larsson medarbetare i Carlskrona Weckoblad och 1908-1912 i Blekinge Läns Tidning.